# Формион
Формион (на старогръцки: Φορμίων, Phormion, Φορμίωνος, † ок. 428 пр.н.е.), син на Асопий (също: Асопих), е стратег на Атина, военен командир по времето на Перикъл и през първите години на Пелопонеската война.
През 440 пр.н.е. Формион участва като адмирал при Перикъл при завладяването на Егейския остров Самос. През 432 пр.н.е. командва 1600 войници в битката при Потидея.
През 431 пр.н.е. се бие против халкидикийски градове и 430 пр.н.е. против Амбракиотите като помага на Амфилох и Акарнания. 429 пр.н.е. той действа пред Аргос и Навпакт, където с 20 кораба побеждава Коринтски флот от 47 кораба.
Формион, неизвестно кога, е осъден от народното събрание на Атина да плати голяма сума, която не може да плати. Затова той губи чрез атимия гражданските си права, напуска Атина и се оттегля в родното си место Päania. По-късно атиняните плащат от държавната каса неговата глоба, понеже искат той да поеме отново командването на техния флот. Той умира вероятно малко след завръщането му в Атина през 428 пр.н.е. Умира вероятно от върлуващата чума в града с прекъсвания между 430 и 427 пр.н.е.
Неговия син, Асопий, също е атински стратег, убит в сражение през Пелопонеската война малко след смъртта му.
Сопред Павзаний по-късно на Акропола в Атина има статуя на Формион.